# Laid to Rest
Série
ChromeSkull: Laid to Rest 2
(2011)
Pour plus de détails, voir Fiche technique et Distribution.
Laid to Rest ou Sueurs d'outre-tombe au Québec est un film américain d'horreur slasher, réalisé et écrit par Robert Green Hall (en), sorti en 2009. Une suite a été donnée en 2011, ChromeSkull : Laid to Rest 2.

## Synopsis
Une jeune femme se réveille dans un cercueil, au beau milieu d'une morgue. Elle souffre d'un traumatisme à la tête et a perdu la mémoire, ne se souvenant même pas de son identité. Différents indices l'amènent à réaliser qu'elle est devenue la proie d'un dangereux psychopathe…

## Fiche technique
- Titre : Laid to Rest
- Titre québécois : Sueurs d'outre-tombe
- Titre original : Laid to Rest
- Réalisation : Robert Green Hall (en)
- Scénario : Robert Green Hall (en)
- Musique : Deadbox, Blackcowboy, Suicidal Tendencies
- Directeur de la photographie : Scott Winig
- Montage : Andrew Bentler
- Distribution des rôles : Monika Mikkelsen
- Décors : Mark Bentley
- Direction artistique : Michael Gaglio, Leslie Heins
- Costumes : Sarah Trost
- Production : Bobbi Sue Luther, Chang Tseng, Dry County Films, Anchor Bay Entertainment
- Pays d'origine :  États-Unis
- Genre : Film d'horreur
- Durée : 90 minutes
- Public :
  -  R - Restricted (Les mineurs (17 ans et moins) doivent être accompagnés d'un adulte)
  -  Interdit aux moins de 16 ans lors de sa sortie en France

## Distribution
- Bobbi Sue Luther : la fille / Princess Gemstone
- Kevin Gage : Tucker Smith
- Lena Headey : Cindy Smith
- Sean Whalen : Steven
- Richard Lynch : Mr Jones
- Johnathon Schaech : Johnny
- Thomas Dekker : Tommy
- Nick Principe : ChromeSkull / Jesse Cromeans
- Jana Kramer : Jamie
- Lucas Till : le jeune employé du magasin

## Récompenses et distinctions

### Nominations
- Saturn Award 2010 :
  - Saturn Award de la meilleure édition DVD